# Gâteau de riz

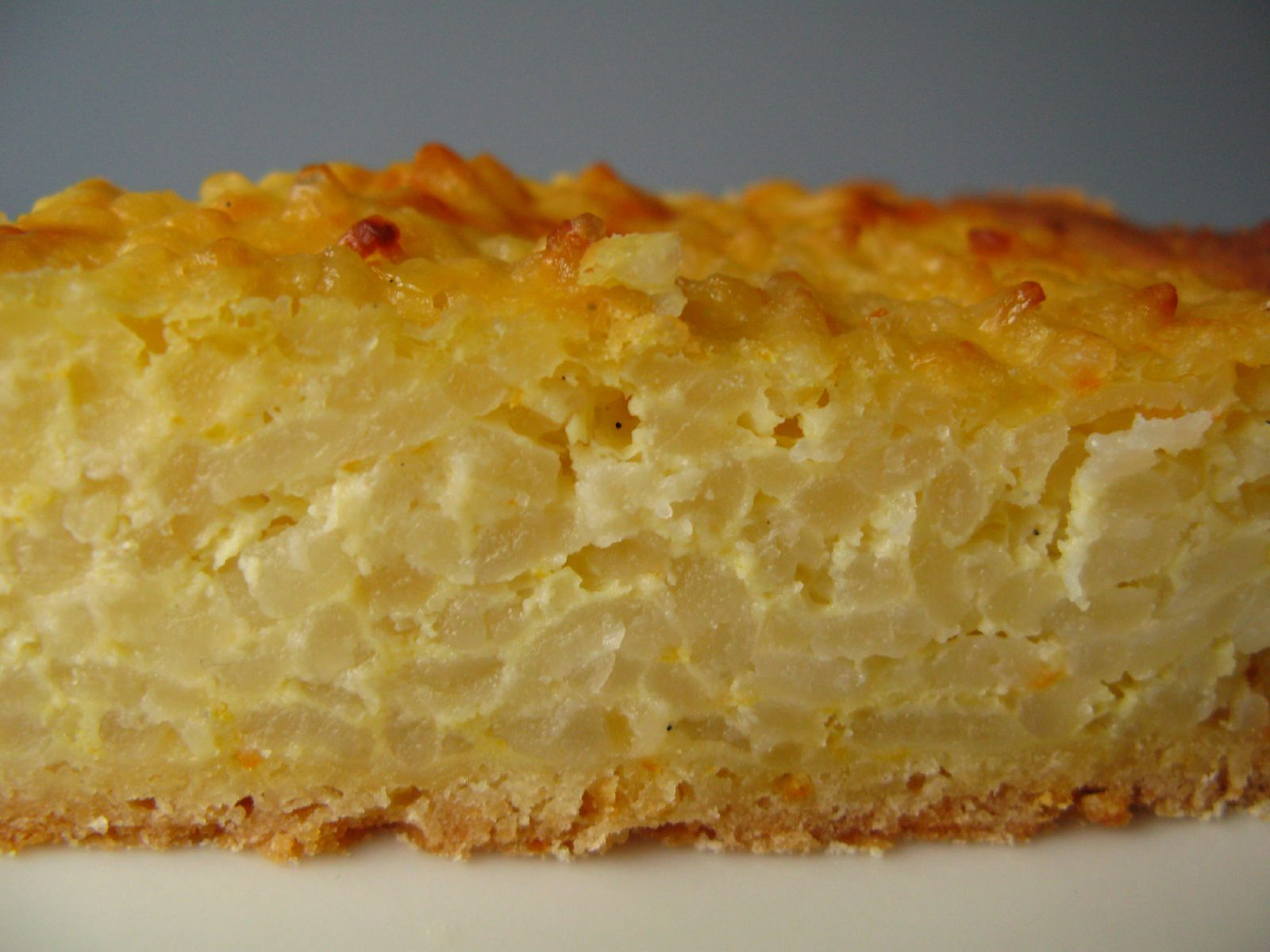

Un gâteau de riz est un entremets servi froid ou tiède à base de riz au lait lié à l'œuf, cuit au four dans un moule pour qu'il prenne la consistance d'un gâteau . Il est souvent servi avec des fruits et nappé de crème anglaise, caramel, chocolat, sauce, coulis, ou compote de fruits. 
À la différence de la tarte au riz du wallon liégeois, le gâteau de riz n'est pas moulé dans une pâte levée, ni dans une pâte feuilletée comme l'est le pastel de arroz de Bibao, ni encore comme le budino di riso cuit dans une pâte brisée ,. Il ne doit pas être confondu avec le bolo de arroz du monde lusophone, originaire du Goiás, qui est un cake à la farine de riz . 

## Dénomination

### Un terme précis en français, italien et espagnol
En français et en italien (torta di riso), gâteau de riz a un sens précis dont on peut fixer la définition canonique à la monographie sur le riz d'Auguste Escoffier (1927), aux variations d'aromates près . Il s'agit d'un riz au lait à la vanille et aux zestes d'agrumes, lié au jaune d'œuf et aux blancs en neige, additionné de fruits confits, cuit au four doux dans un moule à charlotte tapissé de chapelure, servi nappé de crème anglaise, chocolat, sauce abricot au kirsch ou au rhum. Le pudding de riz (au sens francophone) est lui cuit au four dans un moule caramélisé et dans un bain-marie. On rencontre aussi la même recette avec une addition de farine avant de passer au four . Les termes français et italiens entrent dans les usages au début du XIXe siècle ,. De même, l'espagnol pastel de arroz est imprécis, gâteau de riz se traduit actuellement par tarta de arroz con leche. 
En russe Венгерский рисовый пирог (Vengerskiy risovyy pirog) ou gâteau de riz hongrois est un authentique gâteau de riz .

### et une des nombreuses pâtisseries à base de riz dans d'autres langues

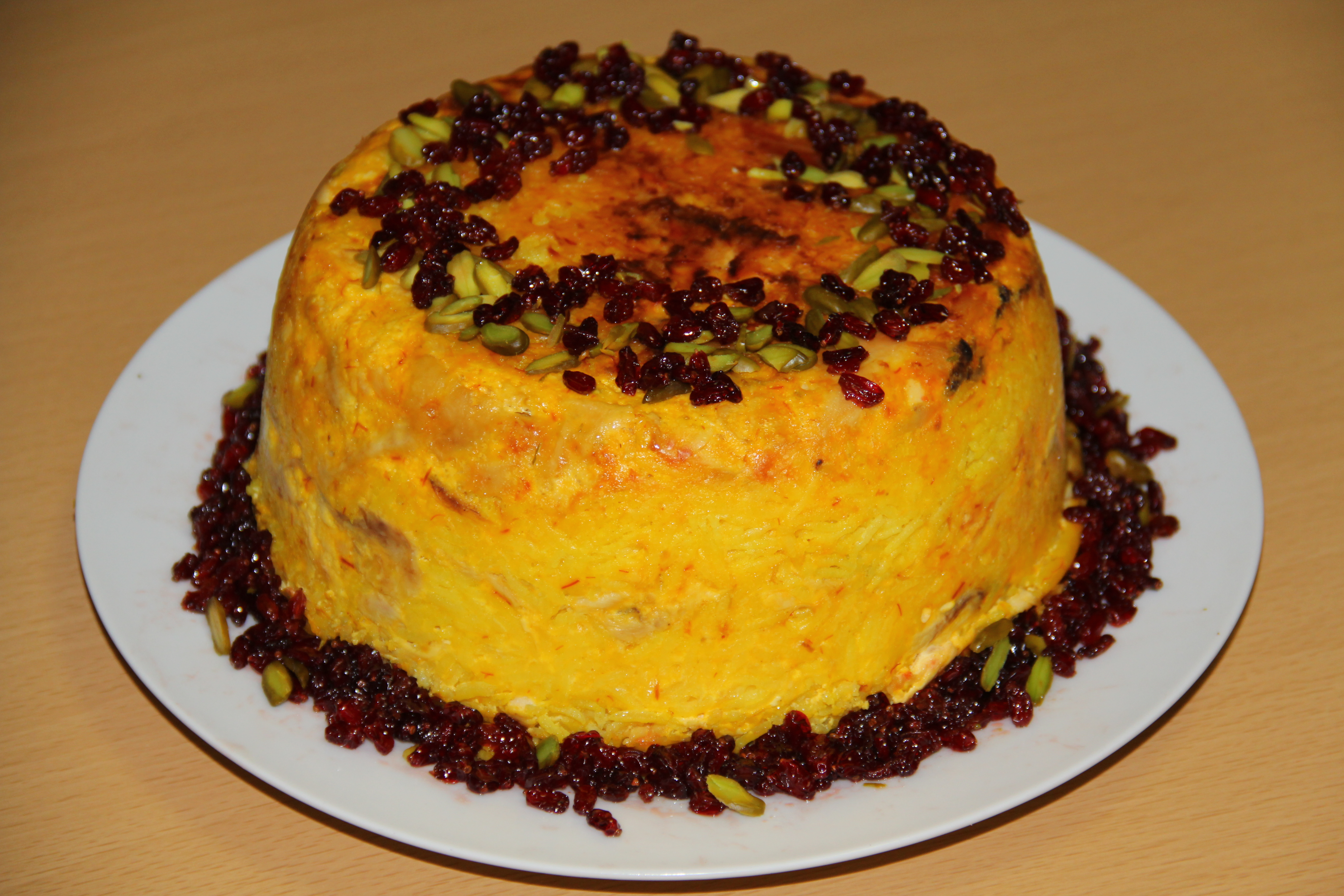
Tahtchine iranien, gâteau de riz salé avec beaucoup de safran, épine-vinette et pistache.

L'anglais rice pudding signifie riz au lait alors que rice cake et l'allemand Reiskuchen désignent les pâtisseries à base riz sans aucune précision, des mochis japonais aux nian gao chinois ,. Autrement dit rice cake n'est pas la traduction du français gâteau de riz. 
Le chinois 大米牛奶糕 (Dàmǐ niúnǎi gāo) littéralement gâteau de riz au lait renvoie à une pâte de farine de riz glutineux et non au riz au lait inconnu en Chine. Le grec κέικ ρυζιού est imprécis, le truc pirinç keki désigne les pâtisseries à base de riz asiatiques ,.

Leته‌چین   (tah-čin) tahtchine iranien est proche du gâteau de riz mais salé et non sucré, la cuisson est lente au four ou dans une casserole, il est fait de yaourt, œufs, beaucoup de safran et de viandes, le plus souvent de poulet et de bouillon de poulet, garniture épine-vinette et pistache. Il se présente comme un gâteau de riz bien jaune .

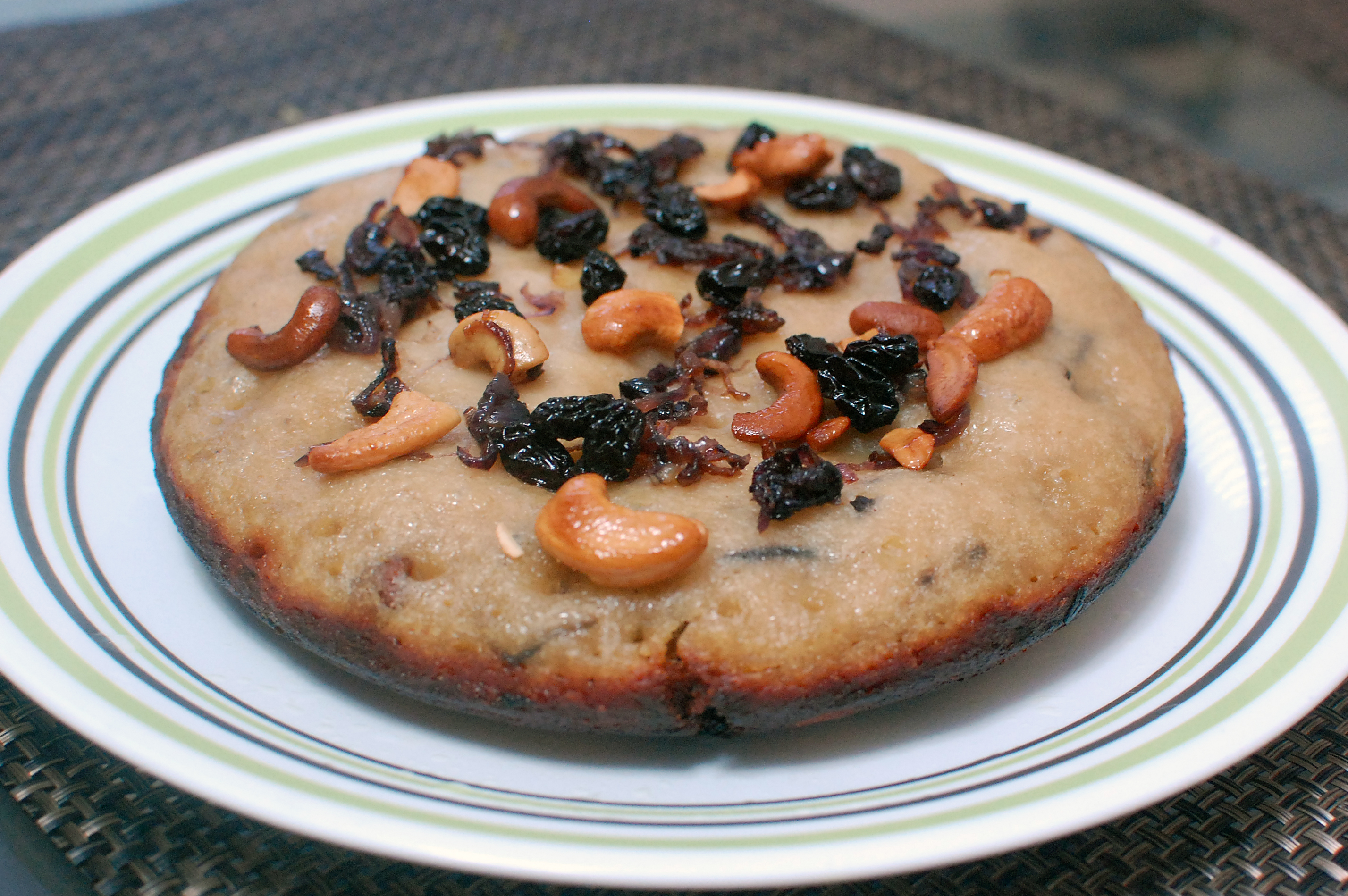
കലത്തപ്പം Kalathappam indien

Le nom de gâteaux de riz est également utilisé pour décrire une grande variété de pâtisseries à base de riz du monde entier et ayant la forme d'un gâteau comme les lontong indonésiens, les bái táng gāo chinois, les mochi japonais ou les tteok coréens. L'expression gâteau de riz gluant se rencontrait dans la littérature francophone du temps de l'Indochine française pour décrire les Nang-Nôt, bánh cốm-xanh(vi), No-Mi ou No-Mai ,,. Les Banh Chung, gâteau de riz gluant pour la fête du Têt au Vietnam se font de riz gluant, poivré, aux haricots mungo jaunes, à la poitrine de porc, aromatisés au nuoc mam .
Le kalathappam est un gâteau de riz du Malabar fait de riz brun, d'eau, d'huile de coco, de jaggery, d'oignons frits, de noix de coco et de cardamome. Le krâlan, gâteau de riz khmer cuit dans une tige de bambou est fait de riz, haricots mungo, pulpe râpée de noix de coco, assaisonnements, sel et sucre. On peut le servir avec du lait concentré . L’apam johol est un gâteau de riz sucré de Malaisie, généralement servi au petit-déjeuner ou à l'heure du thé.

## Histoire

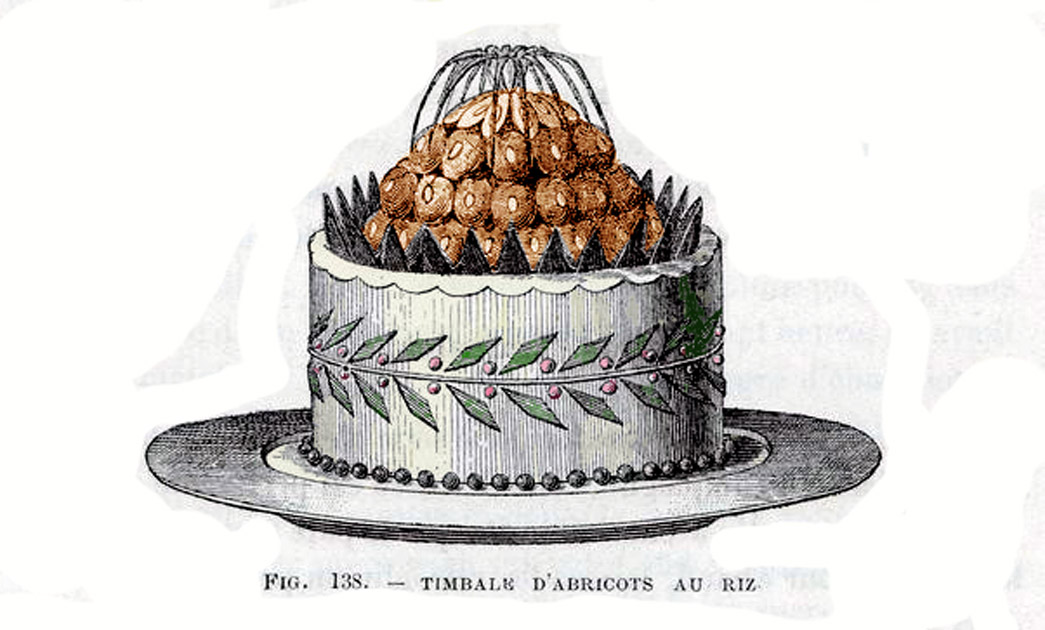
Timbale de riz aux abricots par Gustave Carlin (Le pâtissier moderne, 1889). Le même auteur donne aussi un superbe gâteau de riz meringué dans Le petit cuisinier moderne 1890).

Autant l'histoire du riz au lait est établie dans ses grandes étapes, autant celle du gâteau de riz qui en est issu est peu documentée.   
Au Moyen Âge, l'Anonyme andalou donne une recette de riz sucré qu'on peut cuire dans du lait (L384) au sucre blanc égyptien pilé, versé dans un plat une fois cuit qu’on remplit de beurre frais, ou l’huile d’amande douce fraîche, mais il n'y a pas la double cuisson au four .  
Des gâteaux de riz sont mentionnés en Italie au XVe siècle et XVIe siècle : La torta di riso (it) dans sa version bolognaise ou torta degli addobbi qui signifie gâteau décoré (gâteau de riz fait de riz au lait texturée avec de la poudre d'amandes, aromatisé de cédrat confit, de liqueur d'amande amère ou de marasquin) remonterait à la festa degli Addobbi instituée en 1470 par Gabriele Paleotti ,. Sa recette authentique a été déposée en 2005 à la délégation bolonaise de l'Académie de cuisine ,. Domenico Romoli (1570) mentionne dans ses menus la torta di riso au service des fruits. Il existe un gâteau de riz toscan à Massa-Carrara, la torta del riso carrarina, à l'anis et au zeste de citron râpé, texturée à la farine, qui est traditionnellement servi pour la fête de Pâques ,,.  
Jusqu'au XIXe siècle le gâteau de riz est souvent fait avec un rognon de veau d'où les recettes de gâteau de riz au rognon - sucré, aux fruits, raisins, pistaches («ces sortes de fruits se lient parfaitement aux petites parties de rognons et leur réunion rend cet entremets plus agréable» selon Le pâtissier royal parisien - 1841) .    
En 1746, dans La Cuisinière bourgeoise, Menon donne une recette de gâteau de ris préparé avec du riz cuit dans de l'eau et du lait puis mélangé avec de la farine . La recette donnée en 1806 par Viard dans Le Cuisinier impérial est plus riche : le riz est cuit dans de la crème avec du sucre et du beurre . Une fois froid, il est mélangé avec des œufs et cuit dans un moule beurré recouvert de chapelure. En 1785, la recette du gâteau de riz aux pommes, sans œufs, figure dans les Conseils à une jeune fille qui veut faire la cuisine de Johanna K. Morgenstern-Schulze . Au XIXe siècle, le gâteau de riz est un entremets très répandu et connaît de nombreuses variantes dont la version à la bourgeoise avec des macarons et dont les blancs d'œuf sont battus en neige . La recette n'évolue pas jusqu'à nos jours, le gâteau de riz aux pruneaux apparait au XXe siècle .
Les restes de gâteaux de riz pouvaient alors être aussi transformés en croquettes ou accompagnés d'une nouvelle sauce et flambés au rhum.

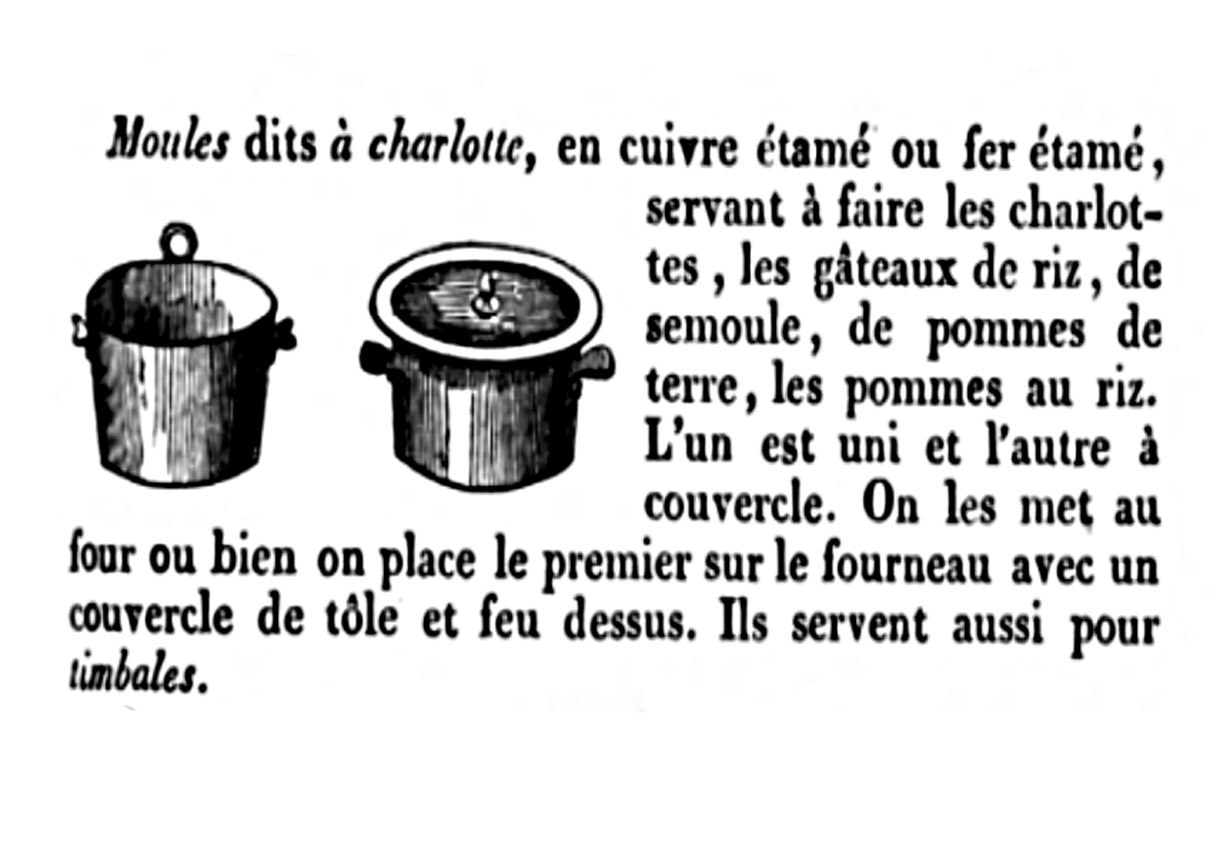
Moules à charlotte dans La cuisine de la campagne par Louis-Eustache Audot (1851).

## La préparation du gâteau de riz
La préparation se fait en 2 temps: cuisson d'un riz au lait, liaison avec œuf et éventuellement crème puis moulage et seconde cuisson généralement au four.
Le moule est traditionnellement un moule à charlotte lisse ou cannelé qu'on ne rempli pas complètement . Dès le XVIIIe siècle le moule est tapissé de caramel, Jourdan Le Cointe (1790) donne un gâteau de riz marbré au caramel (il fait des marbrures de caramel en tournant le moule) . Chez Carême (1815) le gâteau de riz au caramel devient une recette à part entière . L'alternative est de beurrer le moule et d'y passer de la chapelure . Le temps de cuisson est 30 min à 150°C, four préchauffé.
En autocuiseur, le lait et le riz lavé cuisent 10 minutes, après quoi, quand il a refroidi on ajoute beurre, sucre, jaunes d'œufs et blancs battus en neige. La seconde étape est de verser le mélange dans un moule à couvercle et cuire au bain-marie 20 minutes dans l'autocuiseur .
Le gâteau de riz se mange froid ou glacé . Il se sert nappé de crème anglaise, de sabayon, Gustave Garlin (1890) dit qu'une sauce au vin est appréciée en Allemagne et en Suisse, alors que français et anglais préfèrent une sauce aux fruits - sauce à la groseille, classique compote ou coulis d'abricot. Une liqueur peut remplacer la sauce, dit-il, et de citer les alcools suivants: kirsch, marasquin (aux cerises) ou rhum .

### Les gâteaux de riz de chefs
Difficile de trouver une innovation radicale chez les gâteaux de riz des chefs: Jean Imbert aromatisé à la vanille, au citron et à l'orange, Yves Camdeborde y met du rhum ,.

## Variantes
Le gâteau de riz est une forme améliorée du riz à la paysanne, riz cuit au lait et au four dans une terrine mais sans œuf. Le riz à la Dauphine, classique du XIXe siècle, était lié au jaune d'œuf, aromatisé de zeste d'agrumes et lié aux macarons amers écrasés (gout de noyau d'amande amère) .

### Curiosités
- Gâteau de riz Marinette: remplacer le lait par du vin blanc [47].
- Gâteau de riz à l'eau: à l'eau sucrée au lieu de lait par un capitaine de navire qui ne prétend pas que c'est aussi bon[48]...
- Gâteau de riz blanc au lait de coco: à Mayotte il est donné avec de la levure chimique et sans lait[49] .
- Gâteau de riz impérial: fourré d'une purée de dattes, aromatisé aux grains d'anis et au cognac [50].

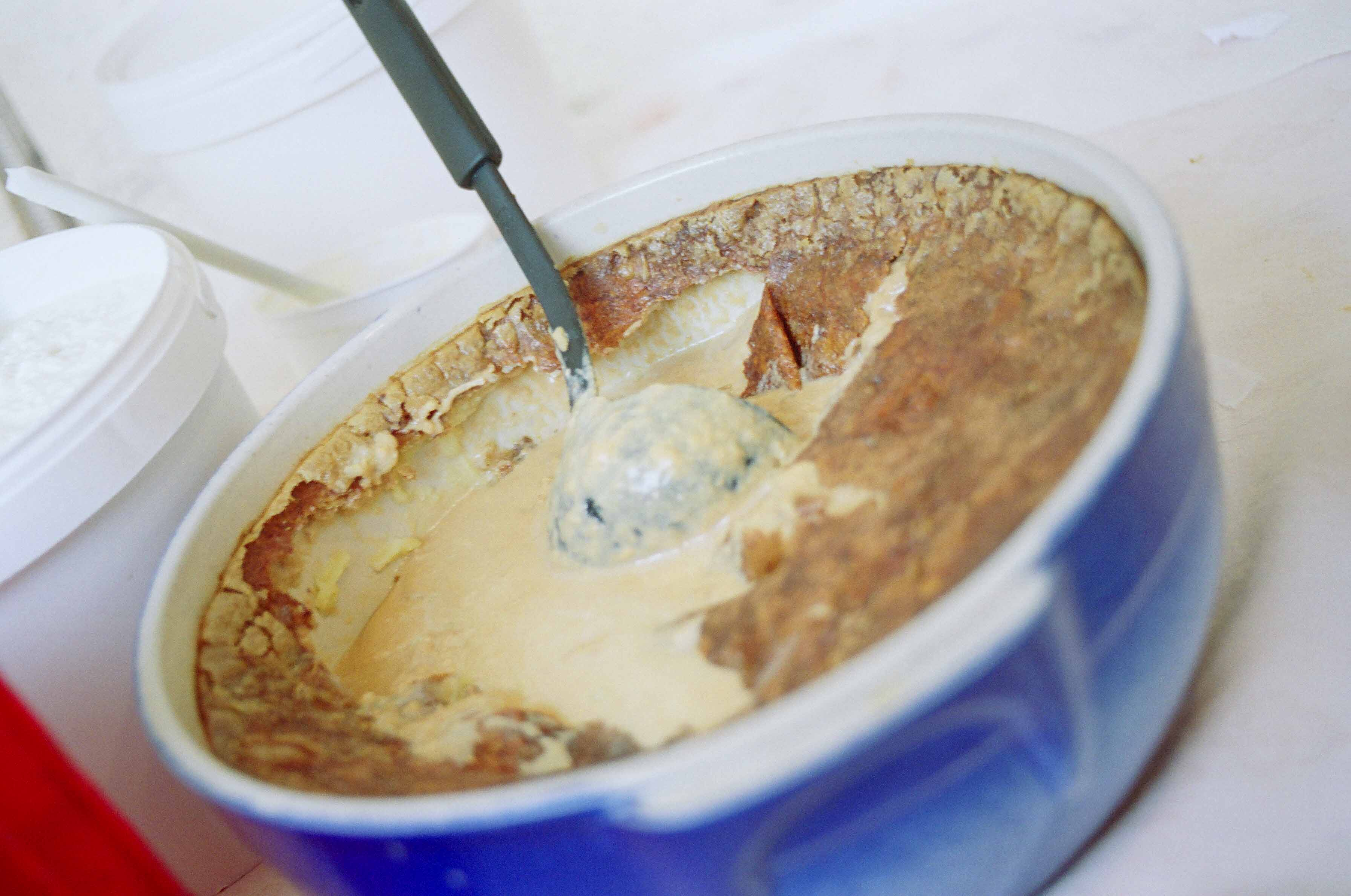
Teurgoule normande, un gâteau de riz au lait bien gras longuement cuit

### Classiques
La teurgoule normande, «fleuron de la gastronomie Augeronne», est un gâteau de riz à la cannelle qui fait honneur au lait normand (2 litres de lait entier pour 130 g de riz rond et 170 g de sucre) cuit 6 h. (1 h à 150° puis 5 h à 110°) . Ce dessert riche daterait du début de la guerre de sept ans (1756-57) et aurait été mis au point par un cuisinier local en temps de disette . La Confrérie des Gastronomes de la Teurgoule et de la Fallue de Normandie siège à Houlgate.  
Gâteaux de riz servi par Antonin Carême à Londres, Paris, Saint-Pétersbourg: gâteau de riz soufflé aux cerises confites, gâteau de riz soufflé aux raisins d'Espagne, gâteau de riz au café . Le cuisinier Durand (1830) met quelques feuilles de laurier avec son zeste de citron dans la cuisson de son riz au lait, et le graisse à la moelle de bœuf avant de le cuire au four .  Différents gâteaux de riz donnés par Grimod de La Reynière (1839) et le chef pâtissier Belon (1836): gâteau de riz aux rognons aux avelines (noisettes), à la moelle, à la moelle et à la vanille, au cédrat confit, au muscat, aux marrons, aux amandes amères ,.  Cousin d'Avallon (1836) donne un gâteau de riz aux pommes (fourré d'une marmelade de pommes) .    

## Anthologie
- Bernardin de Saint-Pierre. Paul et Virginie [58]

« Aimables enfants, vous passiez ainsi dans l'innocence vos premiers jours, en vous exerçant aux bienfaits ! Combien de fois, dans ce lieu, vos mères, vous serrant dans leurs bras, bénissaient le Ciel de la consolation que vous prépariez à leur vieillesse, et de vous voir entrer dans la vie sous de si heureux auspices ! combien de fois, à l'ombre de ces rochers, ai-je partagé avec elles vos repas champêtres, qui n'avoient coûté la vie à aucun animal ! Des calebasses pleines de lait, des œufs frais, des gâteaux de riz sur des feuilles de bananier, des corbeilles chargées de patates, de mangues, d'oranges, de grenades, de bananes, de dattes, d'ananas, offroient à la fois les mets les plus sains, les couleurs les plus gaies et les sucs les plus agréables. »

- Charles Lemire, L'Indo-Chine. Cochinchine française, 1884 [59].

« Comme dans tous les pays chauds, le cary indien est un mets qui paraît très fréquemment sur les tables annamitico-européennes. Relevé par des condiments excitants, adouci par l'eau d'une noix de coco, coloré avec la racine du curcuma ou safran indien, accommodé au poulet ou aux crevettes, c'est un excellent assaisonnement que l'on sert avec un gâteau de riz cuit à la façon annamite, c'est-à-dire dans la vapeur d'eau et d'une éclatante blancheur. »

- Jean Yanne, Dictionnaire des mots qu'il y a que moi qui les connais 2000 [60] .

« la Chine a mis au point le wouchimou, gâteau de riz contenant tous les éléments nécessaires à l'alimentation en apesanteur (produits lactés, sucre, amidon, vitamines, fer, cuivre, sodium, etc. (...) »